# Kingston Technology
Compania a fost fondată la 17 octombrie 1987 de către John Tu și David Sun. În 1995 a deschis prima sucursală străină la München, Germania.
În prezent deține instalații de producție și reprezentanțe în Statele Unite ale Americii, Marea Britanie, Irlanda, Taiwan și China.
Kingston este cel mai mare producător independent de memorii DRAM, deținând în prezent 68 % din piața globală, și primul furnizor de unități SSD. 

## Produse

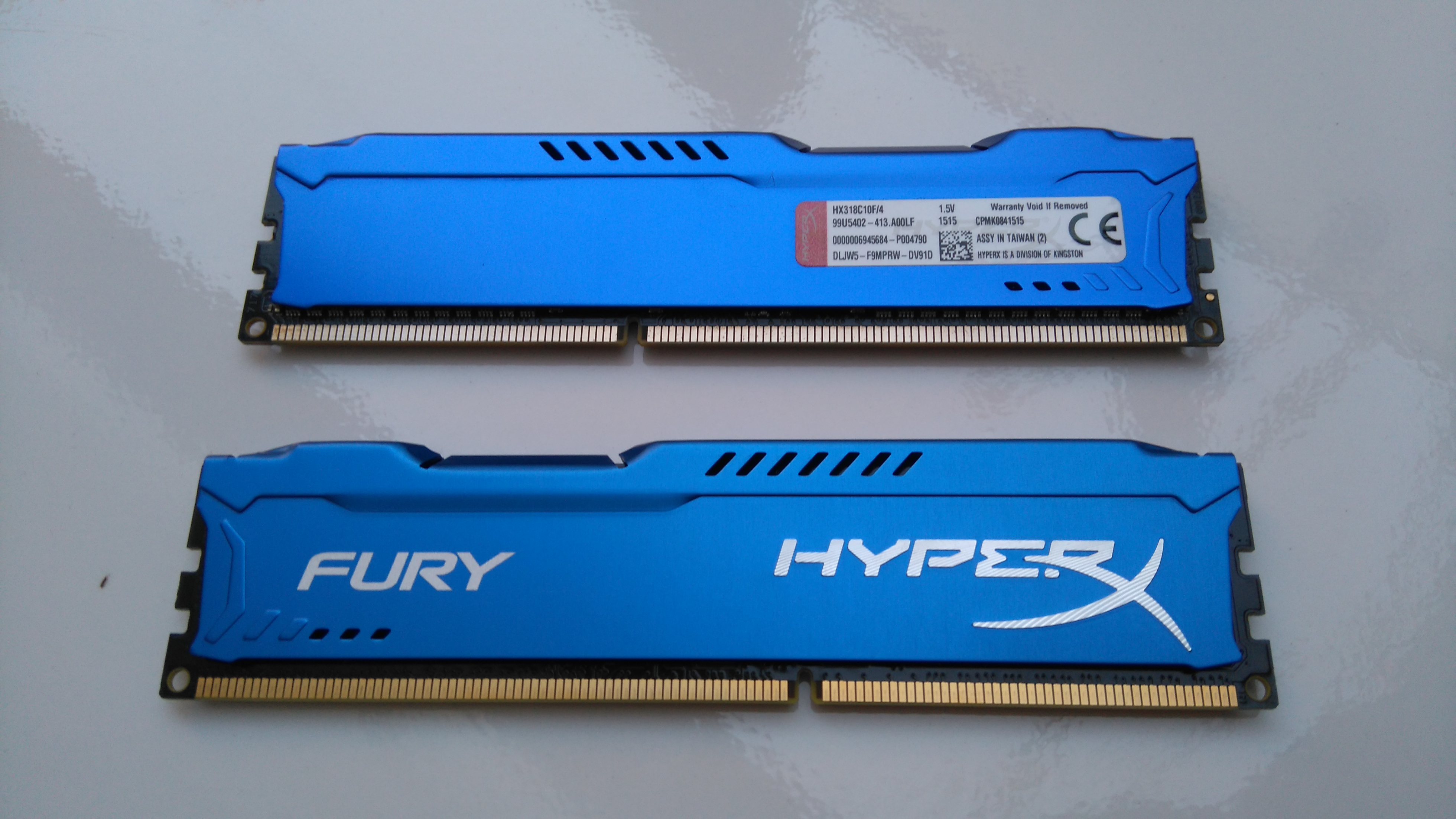
Module RAM HyperX DDR3

- Memorii RAM DDR3, DDR4 HyperX, pentru desktop PC, laptop sau server, sisteme înglobate
- Memorii USB (8GB, 16GB, 32GB, 64GB ,128GB , 512GB, 1TB și 2TB)
- SSD (NVMe și SATA 3.0) pentru laptopuri, PC-uri desktop și servere
- Carduri de memorie SD, microSD și CompactFlash
- Dispozitive multimedia HyperX: căști audio, tastaturi, mousepad.

## Cifre de afaceri
- 2010: 6,5 miliarde dolari[5]
- 2009: 4,1 miliarde dolari[5]
- 2008: 4 miliarde USD[6]
- 2007: 4,5 miliarde USD (3,12 miliarde Euro)[2]
- 2006: 3,7 miliarde USD[2]
- 2005: 3 miliarde USD[2]
- 2004: 2,4 miliarde USD[2]
- 2003: 1,8 miliarde USD[2]
- 1999: 1,5 miliarde USD[2]

În România, Kingston a realizat o cifră de afaceri de 10,66 milioane dolari (7,29 milioane euro) în anul 2008
și 10,5 milioane de dolari în anul 2009.